# Intres B.V.
Intres B.V. (International Retail Support) est un organisme néerlandais de détail, établi à Hoevelaken. La société fournit divers services aux propriétaires de magasins et est franchiseur de marques telles que Intersport, Livera et Libris. 
Intres BV est 100e dans la liste des entreprises néerlandaises en termes de revenus et le nombre de salariés pour 2005 et 2006. 
Les activités de Intres peuvent être divisées en quatre divisions: la mode, la vie, Intersport Pays-Bas et les médias. Ces quatre composantes gèrent des marques comme Livera, First Lady, Lin-o-Lux, Garant Wonen, Intersport, Coach, blz et Libris. Les membres peuvent bénéficier de l'avantage d'achat. 
En plus de la marque des entreprises, Intres a également des services centraux tels que le paiement de détail et services commerciaux (marketing). La plupart des groupes de détaillants dans Intres coopèrent sur le développement de sites consommateurs. 

## Résultats
En 2007, Intres a 1 237 membres avec 1 874 magasins. Intres a organisé le paiement de 2 419 entreprises. Les recettes en 2007 s'élevaient à 975 millions d'euros. 

## Position
Intres est le plus grand des détaillants de coopération dans les Pays-Bas avec des revenus de consommation de 2,1 milliards d'euros. Les marques Livera et Intersport sont en tête du marché dans leur secteur d'activité.